# Eberhard Kulenkampff

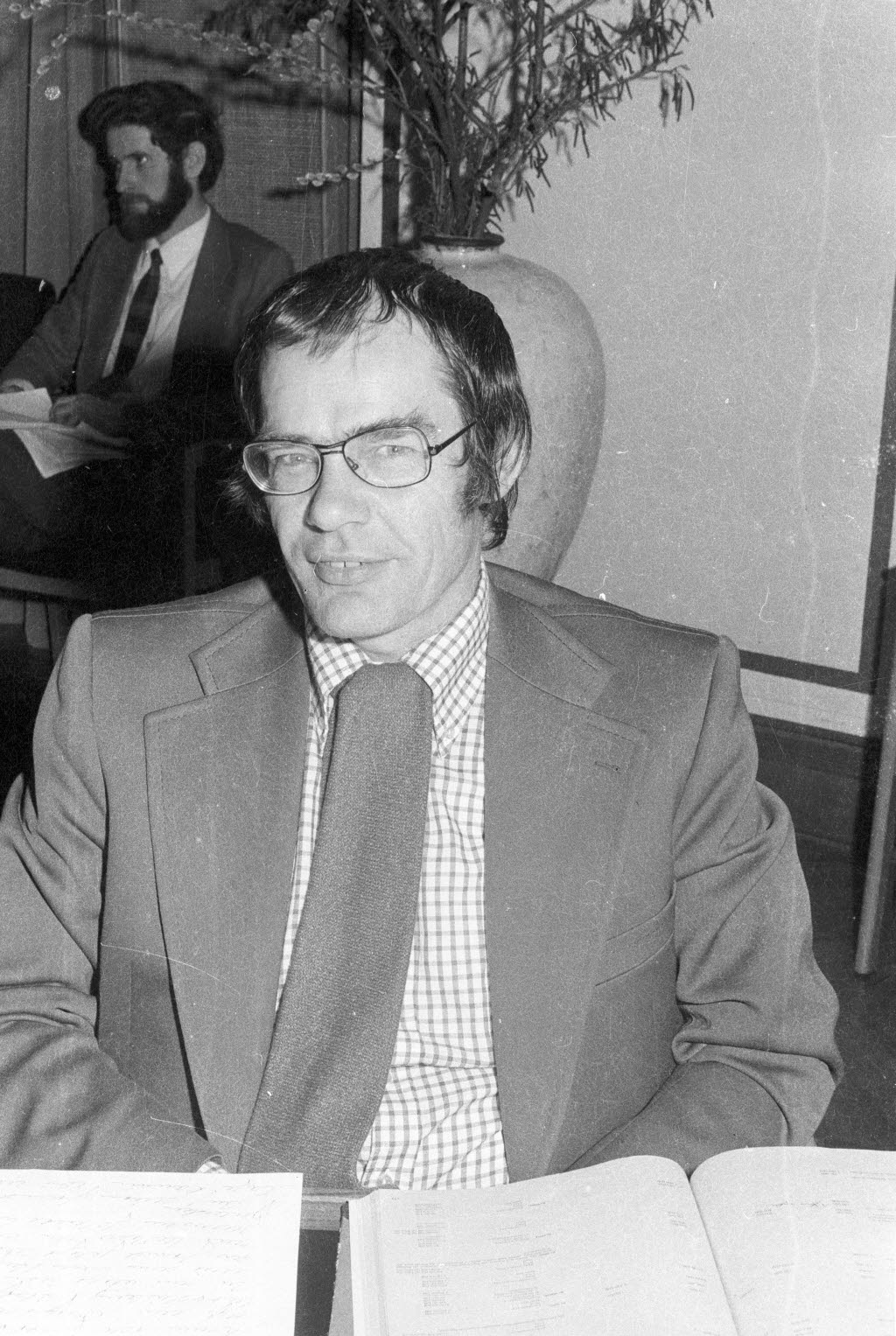
Eberhard Kulenkampff in der Kieler Ratsversammlung (1974)

Eberhard Kulenkampff (* 10. Dezember 1927 in Swakopmund, Südwestafrika; † 6. September 2021 in Bremen) war ein deutsch-namibischer Architekt, Städtebauer und bildender Künstler. Kulenkampff war Bremer Senatsdirektor.

## Biografie
Kulenkampff stammte aus der Bremer Kaufmannsfamilie Kulenkampff. Seine Eltern Alfred und Hedwig Kulenkampff waren Landwirte auf Farm Okongue in der heutigen Region Erongo, in Südwestafrika, im heutigen Namibia. Er war von 1944 bis 1945 Soldat im Zweiten Weltkrieg und wurde schwer verletzt. Danach machte er eine Tischlerlehre. Er studierte von 1948 bis 1954 Architektur und Städtebau an der Technischen Universität Hannover. Nach dem Diplom war er 1954/55 Mitarbeiter im Büro von Günther Marschall in Hannover und 1955/56 freier Architekt.
Ab 1956 war er Bezirksleiter im Planungsamt Hannover, zu der Zeit, als Rudolf Hillebrecht Stadtbaurat war. 1962 übernahm er die Leitung der städtebaulichen Gesamtplanung des Großraums Hannover. Von 1969 bis 1974 wirkte er als Stadtbaurat in Kiel. Er leitete u. a. die Umgestaltung des Alten Marktes nach Plänen von Wilhelm Neveling ein.
Von 1974 bis 1987 war Kulenkampff als Senatsdirektor in Bremen Vertreter der Senatoren für das Bauwesen Hans Stefan Seifriz (bis 1979, SPD) und Bernd Meyer (SPD). Mit der Wahl von Eva-Maria Lemke zur Senatorin für Umweltschutz und Stadtentwicklung schied Kulenkampff im Jahr 1987 als Senatsdirektor aus und sein Nachfolger wurde Staatsrat Jürgen Lüthge. Anschließend war Kulenkampff bis 1994 ein Geschäftsführer des Wohnungsunternehmens GEWOBA in Bremen.
Seine städtebaulichen Ziele waren: Verstärkte Innenentwicklung der Stadt, z. B. Teerhof, behutsame erhaltende Erneuerung und Nachbesserung von Quartieren (Ostertorviertel, Altstadt Vegesack), inhaltliche  Neuorientierung  der Universität zum Technologiepark Universität, Abschied von städtebaulichen Großformen und Ausbau von Einkaufspassagen in der City.
Kulenkampff war Mitglied in der SPD. Zunächst als Hobby, fertigte er Stickereien als Bilder an. „Kunst mit Nadel und Faden“ schrieb der Weser-Kurier über seine künstlerischen Werke anlässlich einer Ausstellung 2012: „Aus der Ferne betrachtet wirken seine Bilder wie Gemälde.“ Er wohnte in der Bremer Altstadt im Schnoor (Lange Wieren 12) und u. a. auch in Namibia und in Umbrien.
Eberhard Kulenkampff war seit 2000 mit der Künstlerin Natalie Thomkins, einer Tochter von André Thomkins, verheiratet.

## Ehrungen
- 2016: Bremer Auszeichnung für Baukultur, Bremer Zentrum für Baukultur

## Schriften
- Die Stadt: Spielraum für das Leben. Eberhard Kulenkampff. Aufsätze und Vorträge anlässlich der Verleihung der Bremer Auszeichnung für Baukultur am 29. Januar 2016. (= Schriftenreihe Bremer Zentrum für Baukultur, Bd. 17). Herausgegeben im Auftrag des Bremer Zentrums für Baukultur von Eberhard Syring und Jörn Tore Schaper, 1. Auflage, Carl Schünemann Verlag, Bremen [2016], ISBN 978-3-944552-94-1; Inhaltsverzeichnis